# Marcus Gheeraerts den Ældre
Marcus Gheeraerts den Ældre (ca. 1520 – ca. 1590) var en flamsk grafiker og maler tilknyttet det engelske hof i  sidste halvdel af det 16. århundrede. Han er bedst kendt som kunstneren bag 1567-udgaven af Æsops fabler.
Gheeraerts blev født i Brugge omkring år 1520, men flygtede i 1568 til London med sin søn, Marcus Gheeraerts den Yngre (1562–1635), grundet Hertugen af Alvas underkuelse af Nederlandene. Gheeraerts giftede sig i London med Sussanah de Critz, der var en nær slægtning af Elizabeth 1. af Englands hofmaler John de Critz. Gheeraerts blev i England i ni år, men vendte muligvis tilbage til Flandern omkring 1577 for at fortsætte sin karriere i Antwerpen. Han bevarede dog sine bånd til London: Hans søn blev optaget i malerlavet, og en af hans døtre Sarah blev gift med den berømte fransk-engelske maler Isaac Oliver. 
Gheeraerts er navnlig bemærkelsesværdig som grafiker. Han var en foregangsmand, som ivrigt eksperimenterede med radering på en tid, hvor træsnit og kobberstik var dominerende teknikker; i 1562 raderede han fx et fugleperspektiv af Brugge på hele 10 trykplader, som sammenlagt måler 1m x 1,8m. Gheeraerts brugte dog alle tre teknikker og kombinerede undertiden radering med kobberstik.
Gheeraerts var hovedsageligt kendt for sine afbildninger af fugle og andre dyr; et talent som han demonstrerede i fabelbogen De warachtighe fabulen der dieren fra 1567. Han raderede bogens titelblad og 107 fabelillustrationer og fik sin ven, retorikeren Edewaerd de Dene, til at skrive bogens fabler på flamske vers. Gheeraerts lånte størsteparten af sine motiver fra træsnit af Virgil Solis og Bernard Salomon, men var i stand til at give dem langt større naturalisme. Gheeraerts raderede et nyt titelblad og 18 nye illustrationer til en fransk udgave af De warachtighe fabulen, der udkom i 1578 med titlen Esbatement moral des animaux. En latinsk oversættelse, Mythologia ethica, forelå året efter, og bogens titelblad var muligvis baseret på en tegning af Gheeraerts. Trykpladerne til fabelserien blev benyttet i bøger langt ind i det 18. århundrede, og fabelserien blev kopieret af kunstnere rundt omkring i Europa. I 1580'erne raderede Gheeraerts 65 nye fabelillustrationer til bogen Apologi creaturarum, der udkom i Antwerpen i 1584. De var mindre end raderingerne i den første serie og opnåede aldrig samme popularitet.
Mindre vides om Gheeraerts som maler. Han signerede tilsyneladende aldrig sine arbejder, og de, der overlever, er udelukkende tilskrevet Gheeraerts ud fra stilistiske overvejelser. Karel van Mander beretter i sin Schilderboeck fra 1604, at Gheeraerts var en glimrende landskabsmaler, der ofte havde den pudsige vane at vise en kvinde i baggrunden, der sad på hug og urinerede. Ingen af disse malerier synes at have overlevet, men en lignende detalje kan ses i en af Gheeraerts’ fabelillustrationer.

## Eksterne links
- Wikimedia Commons har flere filer relateret til Marcus Gheeraerts den Ældre
- De warachtighe fabulen der dieren, online på Leiden Universitets Ursicula-side
- Esbatement moral des animaux, online på Leiden Universitets Ursicula-side